# Les Mesneux

Les Mesneux este o comună în departamentul Marne, Franța. În 2009 avea o populație de 846 de locuitori.